# Potsdamer Platz (metropolitana di Berlino)

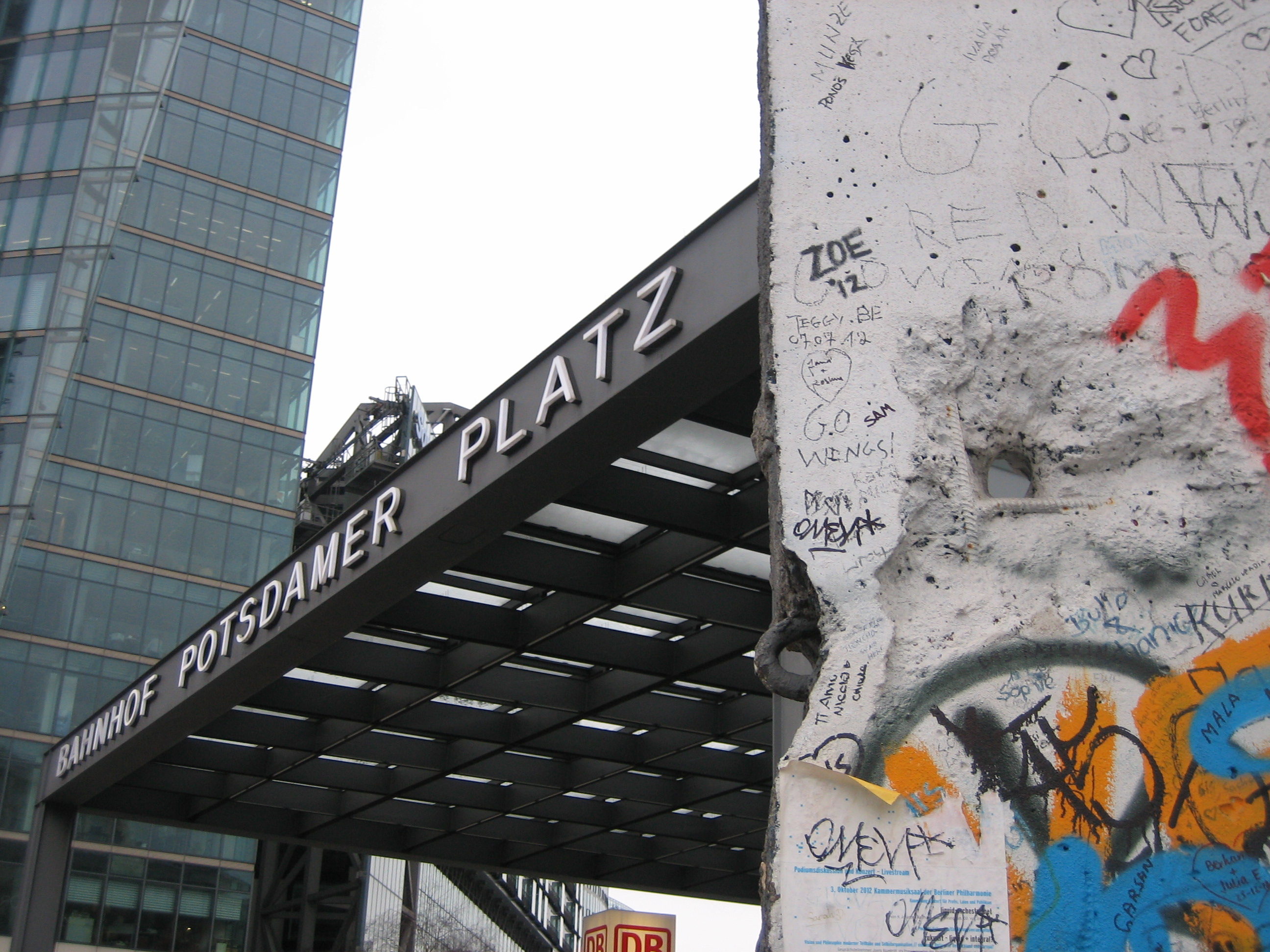
Stazione Potsdamer Platz

La stazione di Potsdamer Platz è una stazione della metropolitana di Berlino, sulla linea U2. È posta sotto tutela monumentale (Denkmalschutz).

## Interscambi
- Stazione ferroviaria (Berlin Potsdamer Platz)[2]
- Fermata autobus

## Note

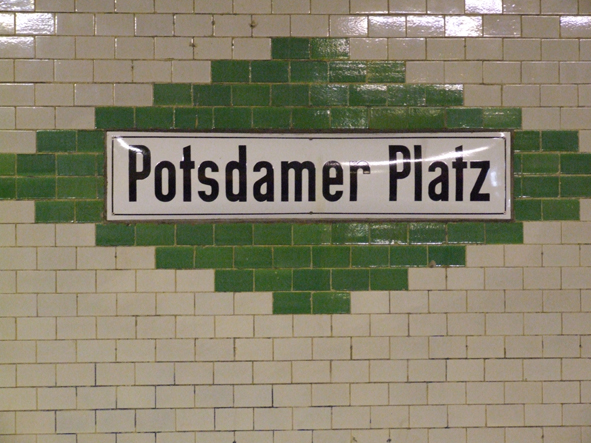
Indicazione della fermata